# Nostalgames
Nostalgames，前称克里姆林遊戲（英語：Kremlingames），是2014年成立的独立游戏开发工作室，主要负责人是马克西姆·乔诺布克和瓦西里·科斯特列夫，主打能改写历史的地缘政治题材的游戏。
Nostalgames以英语和俄语两种为官方语言开发游戏，他们开发的游戏大多围绕着在冷战期间管理一个国家的政治、经济展开。他们已制作了包括《克里姆林宮危機》、《东德情结：柏林墙》、《中国：毛的遗产》在内的数款游戏，玩家可以在这些游戏中控制包括苏联在内的东方集团各国，以及中华人民共和国。他们最新的一部作品是《崩溃：政治模拟器》。

## 开发游戏

### 克里姆林宫危机
2017年，Nostalgames释出了他们的第一部作品，《克里姆林宫危机》（英語：Crisis in the Kremlin），该作是1991年的同名战略游戏克里姆林宫危机的重置版。作品的背景设定为经济改革时期的苏联，玩家在该作中扮演苏联的领导人。与1991年的原版游戏不同，玩家不仅能尝试维持苏联和华沙条约组织的存在，还能尝试其他许多不同的路线，比如可以尝试扩张共产主义阵营，甚至可以通过削弱美国使其不再是超级大国以赢得冷战。游戏还引入了多个新的派系和结局，如经济改革正常进行结局、核战争结局、世界共产主义结局和主权游行结局。经济、内政及外交系统也相比原作变得更为复杂。

#### 开发及评价
本作使用Unity引擎开发。到2016年2月，游戏已有了一套描绘内政，允许玩家通过法律法规的图解系统。而在外交方面，游戏流程聚焦在一张允许玩家与各国互动的世界地图之上。游戏允许玩家改革政府、查看预算分配情况及其他统计数据。游戏属回合制战略游戏：玩家在分配好预算、制定好政策后通过一个事件进入下个月。
本作于2017年3月20日正式发售。
游戏自发售以来收到了总体正面的评价。《游戏世界导航仪》称本作是1991年版游戏的优良续作，称赞了游戏内容的深度和游戏的细节处理。不过，本作也因其笨拙的游戏风格和复杂的游戏界面而遭受批评。《游戏世界导航仪》给了本作6.2/10的分数，批评游戏界面复杂难懂。另一份知名的俄语游戏杂志《游戏狂》给本作打了8/10分，同样表示该作的细节处理到位，但抱怨该作的图像处理“糟糕”。
2017年8月22日，游戏释出了“事故”（The Accident）DLC，允许玩家操纵乌克兰苏维埃社会主义共和国应对切尔诺贝利核事故和戈尔巴乔夫的经济改革。2020年3月12日，游戏再次释出了“革命故乡”（Homeland of the Revolution）DLC，允许玩家操纵1989–1991年间的俄罗斯苏维埃联邦社会主义共和国，见证米哈伊尔·戈尔巴乔夫和鲍里斯·叶利钦之间的政治斗争，以及主权游行。

### 东德情结：柏林墙
2017年夏天，在《克里姆林宫危机》意外走红后，Nostalgames开始制作《东德情结：柏林墙》（英語：Ostalgie: The Berlin Wall）。与《克里姆林宫危机》类似，《东德情结》同样聚焦于东欧剧变中的共产主义诸国，不过，该作不再采用回合制的机制，而是采用即时战略的机制，此外相比前作允许玩家进行的外交选项更多，还可以修建建筑。在原版游戏中，玩家可以选择東德、保加利亞人民共和國、波兰人民共和国或罗马尼亚社会主义共和国进行游玩，后续发售的DLC又新加了数个可玩国家。游戏于2018年3月25日正式发售。
游戏的目标是保证掌权至1992年，而在游玩过程中，玩家可以自由选择加速或阻止社会主义阵营的崩溃。游戏允许玩家做出决策支持本国的左翼力量，亦或是对政府进行改革。
自正式发售以来，游戏释出了多个DLC，如新增了阿尔巴尼亚社会主义人民共和国、匈牙利人民共和国和捷克斯洛伐克社会主义共和国三国的DLC，“霍查的遗产”（Legacy of Hoxha）和新增了朝鲜民主主义人民共和国、古巴和阿富汗民主共和国三国的DLC“铁幕倒塌”（Fall of the Curtain）。
本作在2018年游戏开发世界锦标赛（Game Development World Championship）中获得了最受粉丝喜爱类游戏奖的第二名，《新德意志报》（曾为德国统一社会党的机关报）也给了该作好评。

### 中国：毛的遗产
《中国：毛的遗产》（英語：China: Mao's Legacy）是Nostalgames在《东德情结》之后制作的一款政治策略游戏，主要聚焦于1976至1985年间，毛泽东逝世前后的中华人民共和国。游戏的主要目标为维持国家的经济体制和政治体制正常运转，避免出现暴力交权。玩家会在游戏中面对无数的决策，比如是否要进攻越南、是否要囚禁四人帮、决定香港的前途、是否要介入世界各地的冲突以及是否要与苏联恢复关系。游戏允许玩家调整国家的各项参数，包括但不限于政治系统、经济系统、宗族政策、各类自由。

#### 开发及评价
2018年春开始开发，与前作一样，本作同样基于Unity引擎开发，复用了《克里姆林宫危机》“事故”DLC的经济系统。游戏于2019年5月25日正式发售。
本作在中华人民共和国境内受到审查。《端传媒》的一篇报道称这类游戏“漫溢着对过去共产主义社会的怀念，往往给玩家一种奇怪的快感”。

### 崩溃：政治模拟器
《崩溃：政治模拟器》是一款聚焦于一个虚构前苏联加盟国的政治模拟游戏。游戏的时间设定于1992至2004年间，允许你控制主要政党之一的领导人带领党派赢下大选，改变国家。本作正式发售于2021年2月23日。

### 其他游戏及项目计划

#### 广场革命
《广场革命》（英語：Euromaidan）是一款以烏克蘭親歐盟示威運動和尊严革命为题材的游戏，发售于2015年。玩家可以游玩維克多·費奧多羅維奇·亞努科維奇，或是这一时期他的政治竞争者。游戏流程类似于《克里姆林宫危机》，但允许多名玩家进行联机游玩。第一版游戏给工作室带来了一定的名气。

#### 克里姆林宫制
《克里姆林宫制》（英語：Kremlinocracy）是一款发售于2015年的游戏，与1986年诞生的多人游戏杀手类似。玩家的目标是夺权并在之后掌权至少三年。游戏有三个特色场景：
1. 列宁之死，
2. 勃列日涅夫之死，
3. 架空世界的俄罗斯，其中德米特里·梅德韦杰夫延续了鲍里斯·叶利钦的政策[43][44]。

#### 帝国：历史的道路
《帝国：历史的道路》（英語：Empire: Paths of History）是一款文字式游戏，有苏联、德国和经济改革时期的苏联三个剧本可选，还有一个脚本编辑器。玩家在游戏中扮演秘密组织的负责人，获取国家的各项数据，选择候选人并承担相应的结果———比如在德国剧本中是从東方總計畫和苏德互不侵犯条约中二选一，在经济改革剧本中则是选择如何改革。

#### 崩溃
视觉小说《崩溃》在《克里姆林危机》发布后不久宣布立项，玩家在游戏中扮演一名克格勃特工，调查国家安全机构一名重要官员之死。Nostalgames后来决定无限期暂停开发以专心开发《东德情结：柏林墙》。2019年9月，项目正式宣告废止。